# 波丁
51°28′59″N 31°49′15″E / 51.48306°N 31.82083°E
波丁（烏克蘭語：Подин），是烏克蘭北部切爾尼希夫州切爾尼希夫區贝雷兹纳市镇的村庄。始建於1750年，面積0.26平方公里，海拔高度116米，2001年人口34，人口密度每平方公里130.8人。